# Herrschaft Rostock

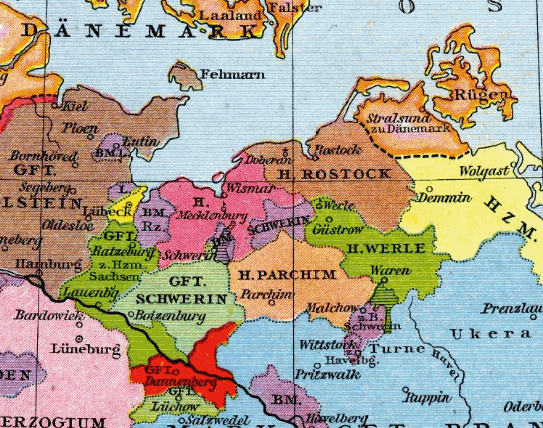
Auswirkungen der ersten mecklenburgischen Hauptlandesteilung

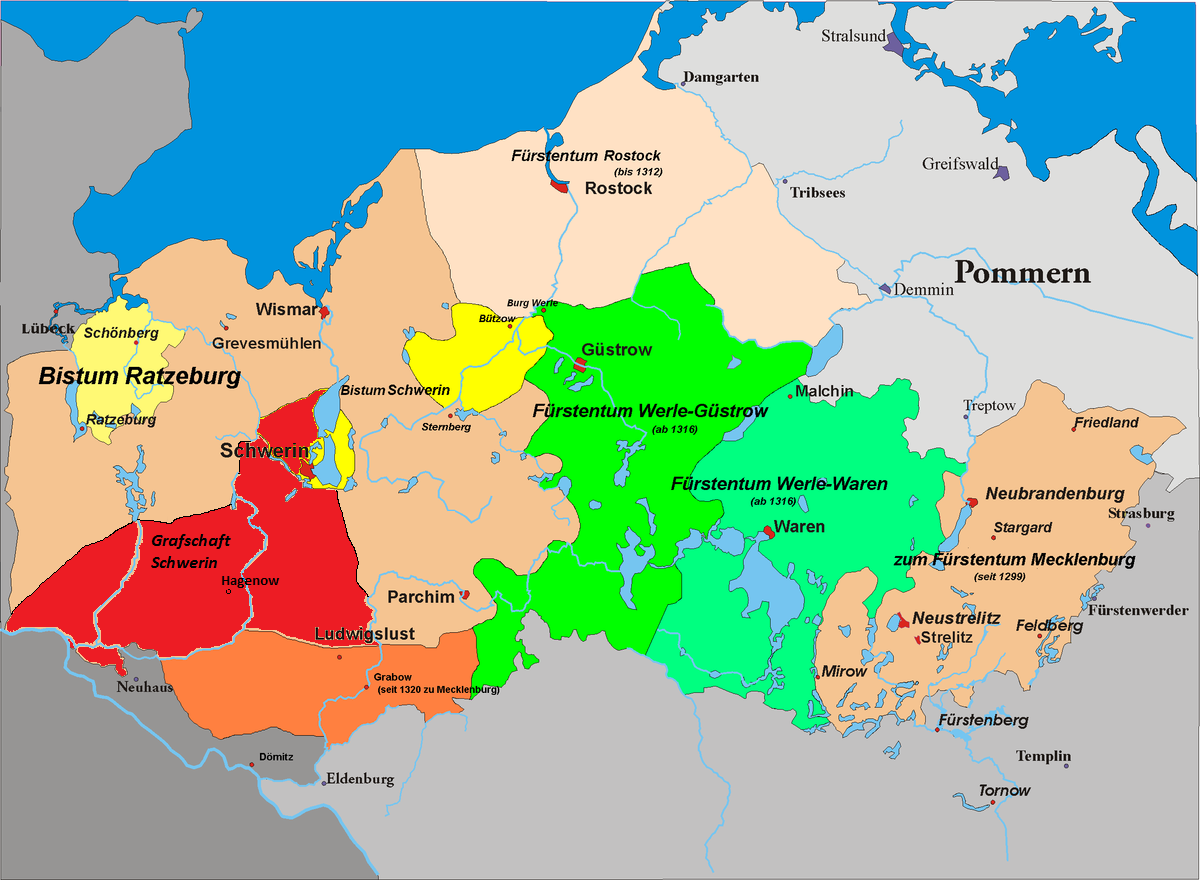
Das spätere Mecklenburg um 1300

Die Herrschaft (Fürstentum) Rostock entstand nach der Ersten Mecklenburgischen Hauptlandesteilung nach dem Tod von Heinrich Borwin II. im Jahr 1227. Sie wurde nach der Burg und Siedlung Rostock benannt und bestand aus den Gebieten Kessin, Kröpelin, Doberan, Ribnitz, Marlow, Sülze und Tessin im heutigen Bundesland Mecklenburg-Vorpommern. Später kamen im Jahr 1236 noch Gnoien und Kalen hinzu.
Erster Fürst von Rostock war Heinrich Borwin III. aus dem Geschlecht der Obodriten. Letzter Fürst war Nikolaus, genannt das Kind.
Nach einigen misslungenen Versuchen der beiden anderen mecklenburgischen Fürstentümer Werle und Mecklenburg, sich die Herrschaft Rostock anzueignen, stellte Nikolaus sein Land im Jahr 1300 unter den Schutz und die Lehensherrschaft des Königs Erich von Dänemark. Dieser jedoch wurde nach erfolgreicher Abwehr selbst Besitzer der Herrschaft Rostock. Bereits 1311 versuchte der mecklenburgische Fürst Heinrich II. die Stadt Rostock erneut einzunehmen, was ihm am 15. Dezember 1312 gelang. Im Jahre 1314 starb Nikolaus von Rostock entmachtet und ohne männlichen Erben. Die Stadt Rostock sah schon 1312 Heinrich II. als Vertreter des dänischen Königs an. Nach einem erneuten Krieg eroberte es Heinrich II. und er schloss mit dem dänischen König Christoph II. am 21. Mai 1323 Frieden. Er erhielt die Herrschaften Rostock, Gnoien und Schwaan als erbliche Lehen von Dänemark und das Fürstentum Rostock hörte auf zu existieren.